# Lijst van voetbalinterlands Bulgarije - Griekenland
Deze lijst van voetbalinterlands is een overzicht van alle officiële voetbalwedstrijden tussen de nationale teams van Bulgarije en Griekenland. De landen hebben tot op heden 25 keer tegen elkaar gespeeld. De eerste ontmoeting was een vriendschappelijke wedstrijd in Sofia op 30 juni 1929. Het laatste duel, eveneens een vriendschappelijke wedstrijd, werd gespeeld op 10 juni 2025 in Iraklion.

## Wedstrijden
| №  | Plaats       | Datum            | Competitie           | Wedstrijd               | Uitslag |
| -- | ------------ | ---------------- | -------------------- | ----------------------- | ------- |
| 1  | Sofia        | 30 juni 1929     | Vriendschappelijk    | Bulgarije − Griekenland | 1 − 1   |
| 2  | Athene       | 7 december 1930  | Vriendschappelijk    | Griekenland − Bulgarije | 6 − 1   |
| 3  | Sofia        | 25 oktober 1931  | Vriendschappelijk    | Bulgarije − Griekenland | 2 − 1   |
| 4  | Athene       | 27 maart 1932    | Vriendschappelijk    | Griekenland − Bulgarije | 1 − 2   |
| 5  | Belgrado     | 2 juli 1932      | Vriendschappelijk    | Bulgarije − Griekenland | 2 − 0   |
| 6  | Boekarest    | 10 juni 1933     | Vriendschappelijk    | Bulgarije − Griekenland | 2 − 0   |
| 7  | Athene       | 5 februari 1934  | Vriendschappelijk    | Griekenland − Bulgarije | 1 − 0   |
| 8  | Athene       | 1 januari 1935   | Vriendschappelijk    | Griekenland − Bulgarije | 1 − 2   |
| 9  | Sofia        | 16 juni 1935     | Vriendschappelijk    | Bulgarije − Griekenland | 5 − 2   |
| 10 | Boekarest    | 21 mei 1936      | Vriendschappelijk    | Bulgarije − Griekenland | 5 − 4   |
| 11 | Athene       | 23 februari 1965 | Vriendschappelijk    | Griekenland − Bulgarije | 1 − 2   |
| 12 | Piraeus      | 7 april 1971     | Vriendschappelijk    | Griekenland − Bulgarije | 0 − 1   |
| 13 | Sofia        | 17 november 1971 | Vriendschappelijk    | Bulgarije − Griekenland | 2 − 2   |
| 14 | Athene       | 31 januari 1973  | Vriendschappelijk    | Griekenland − Bulgarije | 2 − 2   |
| 15 | Sofia        | 13 oktober 1974  | EK 1976 kwalificatie | Bulgarije − Griekenland | 3 − 3   |
| 16 | Athene       | 18 december 1974 | EK 1976 kwalificatie | Griekenland − Bulgarije | 2 − 1   |
| 17 | Sofia        | 26 oktober 1977  | Vriendschappelijk    | Bulgarije − Griekenland | 0 − 0   |
| 18 | Athene       | 14 mei 1980      | Vriendschappelijk    | Griekenland − Bulgarije | 0 − 0   |
| 19 | Thessaloniki | 16 oktober 1985  | Vriendschappelijk    | Griekenland − Bulgarije | 0 − 2   |
| 20 | Varna        | 11 oktober 1989  | WK 1990 kwalificatie | Bulgarije − Griekenland | 4 − 0   |
| 21 | Athene       | 15 november 1989 | WK 1990 kwalificatie | Griekenland − Bulgarije | 1 − 0   |
| 22 | Chicago      | 26 juni 1994     | WK 1994              | Bulgarije − Griekenland | 4 − 0   |
| 23 | Kozani       | 17 november 1999 | Vriendschappelijk    | Griekenland − Bulgarije | 1 − 0   |
| 24 | Athene       | 18 februari 2004 | Vriendschappelijk    | Griekenland − Bulgarije | 2 − 0   |
| 25 | Iraklion     | 10 juni 2025     | Vriendschappelijk    | Griekenland − Bulgarije | 4 − 0   |

## Samenvatting
| Competitie        | Totaal gespeeld | Winst Bulgarije | Gelijk | Winst Griekenland | Doelsaldo Bulgarije – Griekenland |
| ----------------- | --------------- | --------------- | ------ | ----------------- | --------------------------------- |
| WK-eindronde      | 1               | 1               | 0      | 0                 | 4 − 0                             |
| WK-kwalificatie   | 2               | 1               | 0      | 1                 | 4 − 1                             |
| EK-kwalificatie   | 2               | 0               | 1      | 1                 | 4 − 5                             |
| Vriendschappelijk | 20              | 10              | 5      | 5                 | 31 − 29                           |
| Totaal            | 25              | 12              | 6      | 7                 | 43 − 35                           |

Wedstrijden bepaald door strafschoppen worden, in lijn met de FIFA, als een gelijkspel gerekend.